# 5-й Останкинский переулок
5-й Оста́нкинский переулок — небольшая улица на севере Москвы, в Останкинском районе Северо-Восточного административного округа между 1-й и 2-й Останкинской улицей. Образован в 1928 году, назван по бывшему подмосковному селу Останкино (с конца XIX века в черте Москвы), на территории которого находится.

## Расположение
5-й Останкинский переулок начинается вблизи от улицы Академика Королёва, соединяясь дворовым проездом с параллельным 6-м Останкинским переулком, пересекает 1-ю Останкинскую и заканчивается на 2-й Останкинской.